# رولاند سميث
رولاند سميث (بالإنجليزية: Roland Smith)‏ (و. 1951  م) هو مؤلف، وروائي، وكاتب خيال علمي، وكاتب للأطفال أمريكي، ولد في بورتلاند، أوريغون.

## التعليم
تعلم في جامعة بورتلاند الحكومية.